# Diskografie Kendricka Lamara
Diskografie amerického rappera Kendricka Lamara.

## Alba

### Studiová alba
| Rok  | Album | Nejvyšší umístění v hitparádě | Nejvyšší umístění v hitparádě | Nejvyšší umístění v hitparádě | Nejvyšší umístění v hitparádě | Nejvyšší umístění v hitparádě | Nejvyšší umístění v hitparádě | Nejvyšší umístění v hitparádě | Prodej           | Certifikace                                                        |
| Rok  | Album | US 200                        | US Hip-Hop                    | US Rap                        | AUS                           | CAN                           | NZ                            | UK                            | Prodej           | Certifikace                                                        |
| ---- | --- | ----------------------------- | ----------------------------- | ----------------------------- | ----------------------------- | ----------------------------- | ----------------------------- | ----------------------------- | ---------------- | ------------------------------------------------------------------ |
| 2011 | Section.80 - Vydáno: 2. července 2011 - Vydavatel: Top Dawg                                                  | 113                           | 21                            | 13                            | —                             | —                             | —                             | —                             | US: 130 000 ks   | US: zlatá                                                          |
| 2012 | Good Kid, M.A.A.D City - Vydáno: 22. října 2012 - Vydavatel: Top Dawg, Aftermath, Interscope                 | 2                             | 1                             | 1                             | 23                            | 2                             | 7                             | 16                            | US: 1 651 000 ks | US: 3x platinová CAN: zlatá UK: platinová                          |
| 2015 | To Pimp a Butterfly - Vydáno: 16. března 2015 - Vydavatel: Top Dawg, Aftermath, Interscope                   | 1                             | 1                             | 1                             | 1                             | 1                             | 1                             | 1                             | US: 1 000 000 ks | US: platinová CAN: 2x platinová UK: zlatá AUS: zlatá               |
| 2017 | Damn - Vydáno: 14. dubna 2017 - Vydavatel: Top Dawg, Aftermath, Interscope                                   | 1                             | 1                             | 1                             | 2                             | 1                             | 2                             | 2                             | US: 1 772 000 ks | US: 3x platinová CAN: 4x platinová UK: platinová AUS: 2x platinová |
| 2022 | Mr. Morale & the Big Steppers - Vydáno: 13. května 2022 - Vydavatel: PGLang, Top Dawg, Aftermath, Interscope | 1                             | 1                             | 1                             | 1                             | 1                             | 1                             | 2                             |                  | UK: zlatá AUS: zlatá                                               |
| 2024 | GNX - Vydáno: 22. listopadu 2024 - Vydavatel: PGLang, Interscope                                             | 1                             | 1                             | 1                             | 1                             | 1                             | 1                             | 1                             |                  | UK: stříbrná                                                       |

### Extended play
| Rok  | Album                                                                                     | Nejvyšší umístění v hitparádě | Nejvyšší umístění v hitparádě | Nejvyšší umístění v hitparádě | Nejvyšší umístění v hitparádě | Nejvyšší umístění v hitparádě | Nejvyšší umístění v hitparádě | Nejvyšší umístění v hitparádě |
| Rok  | Album                                                                                     | US 200                        | US Hip-Hop                    | US Rap                        | AUS                           | CAN                           | NZ                            | UK                            |
| ---- | ----------------------------------------------------------------------------------------- | ----------------------------- | ----------------------------- | ----------------------------- | ----------------------------- | ----------------------------- | ----------------------------- | ----------------------------- |
| 2009 | Kendrick Lamar EP - Vydáno: 31. prosince 2009 - Vydavatel: Top Dawg                       | —                             | —                             | —                             | —                             | —                             | —                             | —                             |
| 2016 | Untitled unmastered - Vydáno: 4. března 2016 - Vydavatel: Top Dawg, Aftermath, Interscope | 1                             | 1                             | 1                             | 3                             | 1                             | 5                             | 7                             |

### Soundtracky
| Rok  | Album                                                                                         | Nejvyšší umístění v hitparádě | Nejvyšší umístění v hitparádě | Nejvyšší umístění v hitparádě | Nejvyšší umístění v hitparádě | Nejvyšší umístění v hitparádě | Nejvyšší umístění v hitparádě | Nejvyšší umístění v hitparádě | Prodej | Certifikace   |
| Rok  | Album                                                                                         | US 200                        | US Hip-Hop                    | US Rap                        | AUS                           | CAN                           | NZ                            | UK                            | Prodej | Certifikace   |
| ---- | --------------------------------------------------------------------------------------------- | ----------------------------- | ----------------------------- | ----------------------------- | ----------------------------- | ----------------------------- | ----------------------------- | ----------------------------- | ------ | ------------- |
| 2018 | Black Panther: The Album - Vydáno: 9. února 2018 - Vydavatel: Top Dawg, Aftermath, Interscope | 1                             | 1                             | 1                             | 2                             | 1                             | 2                             | —                             |        | US: platinová |

### Mixtapes
- 2003: Y.N.I.C. (Hub City Threat: Minor of the Year) (jako K-Dot)
- 2005: Training Day (jako K-Dot)
- 2007: No Sleep 'Til NYC (jako K-Dot, spolu s Jay Rock)
- 2009: C4 (jako K-Dot)
- 2010: Overly Dedicated

## Singly

### Solo
| Rok  | Název písně                                       | Pozice v mezinárodních žebříčcích | Pozice v mezinárodních žebříčcích | Pozice v mezinárodních žebříčcích | Pozice v mezinárodních žebříčcích | Pozice v mezinárodních žebříčcích | Pozice v mezinárodních žebříčcích | Pozice v mezinárodních žebříčcích | Certifikace                                                        | Album                         |
| Rok  | Název písně                                       | US 100                            | US R&B                            | US Rap                            | AUS                               | CAN                               | NZ                                | UK                                | Certifikace                                                        | Album                         |
| ---- | ------------------------------------------------- | --------------------------------- | --------------------------------- | --------------------------------- | --------------------------------- | --------------------------------- | --------------------------------- | --------------------------------- | ------------------------------------------------------------------ | ----------------------------- |
| 2011 | "HiiiPoWeR"                                       | —                                 | —                                 | —                                 | —                                 | —                                 | —                                 | —                                 |                                                                    | Section.80                    |
| 2011 | "My People" (ft. Jay Rock)                        | —                                 | —                                 | —                                 | —                                 | —                                 | —                                 | —                                 |                                                                    | Bastards of the Party OST     |
| 2012 | "The Recipe" (ft. Dr. Dre)                        | —                                 | 38                                | 23                                | —                                 | —                                 | —                                 | —                                 | US: platinová                                                      | Good Kid, M.A.A.D City        |
| 2012 | "Swimming Pools (Drank)"                          | 17                                | 3                                 | 1                                 | 67                                | 99                                | —                                 | 57                                | US: 4x platinová UK: zlatá                                         | Good Kid, M.A.A.D City        |
| 2013 | "Backseat Freestyle"                              | —                                 | 29                                | 22                                | —                                 | —                                 | —                                 | 79                                | US: platinová                                                      | Good Kid, M.A.A.D City        |
| 2013 | "Poetic Justice" (ft. Drake)                      | 26                                | 8                                 | 6                                 | —                                 | —                                 | —                                 | —                                 | US: 2x platinová                                                   | Good Kid, M.A.A.D City        |
| 2013 | "Bitch, Don't Kill My Vibe"                       | 32                                | 9                                 | 7                                 | —                                 | —                                 | —                                 | 178                               | US: 4x platinová UK: stříbrná                                      | Good Kid, M.A.A.D City        |
| 2014 | "i"                                               | 39                                | 11                                | 8                                 | 48                                | 61                                | 31                                | 20                                | US: platinová UK: stříbrná                                         | To Pimp a Butterfly           |
| 2015 | "The Blacker the Berry" (ft. Assassin)            | 66                                | 25                                | 16                                | —                                 | —                                 | —                                 | 83                                | US: zlatá                                                          | To Pimp a Butterfly           |
| 2015 | "King Kunta"                                      | 58                                | 20                                | 11                                | 33                                | 55                                | 24                                | 56                                | US: platinová AUS: platinová UK: stříbrná                          | To Pimp a Butterfly           |
| 2015 | "Alright"                                         | 81                                | 24                                | 20                                | —                                 | —                                 | —                                 | 109                               | US: platinová                                                      | To Pimp a Butterfly           |
| 2015 | "These Walls" (ft. Bilal, Anna Wise & Thundercat) | 94                                | 34                                | 25                                | —                                 | —                                 | —                                 | 77                                |                                                                    | To Pimp a Butterfly           |
| 2017 | "The Heart Part 4"                                | 22                                | 11                                | 7                                 | 35                                | 25                                | 2                                 | 61                                |                                                                    | —                             |
| 2017 | "Humble"                                          | 1                                 | 1                                 | 1                                 | 2                                 | 2                                 | 1                                 | 6                                 | US: 7x platinová AUS: 5x platinová CAN: 7x platinová UK: platinová | DAMN.                         |
| 2017 | "DNA"                                             | 4                                 | 3                                 | 2                                 | 16                                | 3                                 | 5                                 | 18                                | US: 3x platinová                                                   | DAMN.                         |
| 2017 | "Loyalty" (ft. Rihanna)                           | 14                                | 7                                 | 6                                 | 20                                | 12                                | 15                                | 27                                | US: 2x platinová UK: stříbrná CAN: 2x platinová                    | DAMN.                         |
| 2017 | "Love" (ft. Zacari)                               | 11                                | 6                                 | 5                                 | 29                                | 22                                | 24                                | 39                                | US: 4x platinová UK: stříbrná CAN: 2x platinová                    | DAMN.                         |
| 2018 | "All the Stars" (se SZA)                          | 7                                 | 5                                 | —                                 | 2                                 | 7                                 | 2                                 | 5                                 | US: 2x platinová AUS: 2x platinová CAN: 2x platinová UK: zlatá     | Black Panther: The Album      |
| 2018 | "King's Dead" (s Jay Rock, Future a James Blake)  | 23                                | 13                                | 10                                | 58                                | 23                                | —                                 | 50                                | US: platinová CAN: platinová                                       | Black Panther: The Album      |
| 2018 | "Pray for Me" (s The Weeknd)                      | 7                                 | 4                                 | —                                 | 9                                 | 6                                 | 12                                | 11                                | US: platinová AUS: platinová UK: stříbrná                          | Black Panther: The Album      |
| 2022 | "The Heart Part 5"                                | 15                                | 5                                 | 4                                 | 31                                | 18                                | 15                                | 24                                |                                                                    | —                             |
| 2022 | "N95"                                             | 3                                 | 2                                 | 2                                 | 3                                 | 2                                 | 2                                 | 6                                 |                                                                    | Mr. Morale & the Big Steppers |
| 2022 | "Silent Hill" (s Kodak Black)                     | 7                                 | 5                                 | 4                                 | 21                                | 14                                | —                                 | —                                 |                                                                    | Mr. Morale & the Big Steppers |
| 2022 | "Die Hard" (s Blxst a Amanda Reifer)              | 5                                 | 4                                 | —                                 | 5                                 | 5                                 | 6                                 | 7                                 |                                                                    | Mr. Morale & the Big Steppers |
| 2024 | "Euphoria"                                        | 3                                 | 3                                 | 2                                 | 8                                 | 5                                 | 5                                 | 11                                |                                                                    | —                             |
| 2024 | "Meet the Grahams"                                | 12                                | 6                                 | 5                                 | 42                                | 16                                | 22                                | 28                                |                                                                    | —                             |
| 2024 | "Not Like Us"                                     | 1                                 | 1                                 | 1                                 | 9                                 | 2                                 | 6                                 | 10                                |                                                                    | —                             |
| 2024 | "Squabble Up"                                     | 1                                 | 1                                 | 1                                 | 9                                 | 3                                 | 4                                 | 4                                 |                                                                    | GNX                           |
| 2024 | "TV Off" (ft. Lefty Gunplay)                      | 2                                 | 1                                 | 1                                 | 12                                | 7                                 | 5                                 | 6                                 |                                                                    | GNX                           |
| 2024 | "Luther" (se SZA)                                 | 3                                 | 1                                 | 1                                 | 3                                 | 2                                 | 1                                 | 5                                 |                                                                    | GNX                           |

### Další písně v hitparádách
| Rok  | Název písně                                             | Pozice v mezinárodních žebříčcích | Pozice v mezinárodních žebříčcích | Pozice v mezinárodních žebříčcích | Pozice v mezinárodních žebříčcích | Album                         |
| Rok  | Název písně                                             | US 100                            | US R&B                            | US Rap                            | UK                                | Album                         |
| ---- | ------------------------------------------------------- | --------------------------------- | --------------------------------- | --------------------------------- | --------------------------------- | ----------------------------- |
| 2012 | "Compton" (ft. Dr. Dre)                                 | —                                 | 52                                | —                                 | —                                 | Good Kid, M.A.A.D City        |
| 2012 | "Sherane a.k.a Master Splinter's Daughter"              | —                                 | 42                                | —                                 | —                                 | Good Kid, M.A.A.D City        |
| 2012 | "The Art of Peer Pressure"                              | —                                 | 39                                | —                                 | —                                 | Good Kid, M.A.A.D City        |
| 2012 | "Money Trees" (ft. Jay Rock)                            | —                                 | 35                                | —                                 | —                                 | Good Kid, M.A.A.D City        |
| 2012 | "Good Kid"                                              | —                                 | 44                                | —                                 | —                                 | Good Kid, M.A.A.D City        |
| 2012 | "M.A.A.D City" (ft. MC Eiht)                            | 75                                | 24                                | 10                                | —                                 | Good Kid, M.A.A.D City        |
| 2015 | "Wesley's Theory" (ft. George Clinton & Thundercat)     | 91                                | 33                                | 23                                | 76                                | To Pimp a Butterfly           |
| 2015 | "Institutionalized" (ft. Bilal, Anna Wise & Snoop Dogg) | 99                                | 35                                | —                                 | 92                                | To Pimp a Butterfly           |
| 2015 | "u"                                                     | —                                 | 37                                | —                                 | —                                 | To Pimp a Butterfly           |
| 2015 | "Hood Politics"                                         | —                                 | 38                                | —                                 | —                                 | To Pimp a Butterfly           |
| 2015 | "How Much A Dollar Cost"                                | —                                 | 40                                | —                                 | —                                 | To Pimp a Butterfly           |
| 2015 | "For Free?" (Interlude)                                 | —                                 | 44                                | —                                 | —                                 | To Pimp a Butterfly           |
| 2015 | "Momma"                                                 | —                                 | 45                                | —                                 | —                                 | To Pimp a Butterfly           |
| 2015 | "For Sale" (Interlude)                                  | —                                 | 50                                | —                                 | —                                 | To Pimp a Butterfly           |
| 2016 | "untitled 01 08.19.2014"                                | —                                 | —                                 | —                                 | 87                                | untitled unmastered.          |
| 2016 | "untitled 02 06.23.2014"                                | 79                                | 23                                | 12                                | 57                                | untitled unmastered.          |
| 2016 | "untitled 03 05.28.2013"                                | —                                 | 49                                | —                                 | 67                                | untitled unmastered.          |
| 2016 | "untitled 07 2014 - 2016"                               | 90                                | 27                                | 16                                | 93                                | untitled unmastered.          |
| 2017 | "Element"                                               | 16                                | 9                                 | 8                                 | 33                                | Damn                          |
| 2017 | "Yah"                                                   | 32                                | 18                                | 14                                | 45                                | Damn                          |
| 2017 | "XXX" (ft. U2)                                          | 33                                | 19                                | 15                                | 50                                | Damn                          |
| 2017 | "Feel"                                                  | 35                                | 21                                | 17                                | 46                                | Damn                          |
| 2017 | "Pride"                                                 | 37                                | 22                                | 18                                | 49                                | Damn                          |
| 2017 | "Lust"                                                  | 42                                | 25                                | 20                                | 52                                | Damn                          |
| 2017 | "Blood"                                                 | 54                                | 31                                | 25                                | 56                                | Damn                          |
| 2017 | "Fear"                                                  | 50                                | 29                                | 23                                | 68                                | Damn                          |
| 2017 | "Duckworth"                                             | 63                                | 36                                | —                                 | 80                                | Damn                          |
| 2017 | "God"                                                   | 58                                | 33                                | —                                 | 81                                | Damn                          |
| 2018 | "Black Panther"                                         | 91                                | 42                                | —                                 | 42                                | Black Panther: The Album'     |
| 2018 | "Big Shot" (s Travis Scott)                             | 71                                | 35                                | —                                 | 55                                | Black Panther: The Album'     |
| 2022 | "United in Grief"                                       | 8                                 | 6                                 | 5                                 | 14                                | Mr. Morale & the Big Steppers |
| 2022 | "Worldwide Steppers"                                    | 19                                | 12                                | 10                                | —                                 | Mr. Morale & the Big Steppers |
| 2022 | "Father Time" (ft. Sampha)                              | 11                                | 9                                 | 7                                 | —                                 | Mr. Morale & the Big Steppers |
| 2022 | "Rich (Interlude)"                                      | 33                                | 18                                | 6                                 | —                                 | Mr. Morale & the Big Steppers |
| 2022 | "Rich Spirit"                                           | 13                                | 10                                | 8                                 | —                                 | Mr. Morale & the Big Steppers |
| 2022 | "We Cry Together" (s Taylour Paige)                     | 16                                | 11                                | 9                                 | —                                 | Mr. Morale & the Big Steppers |
| 2022 | "Purple Hearts" (s Summer Walker a Ghostface Killah)    | 22                                | 14                                | 12                                | —                                 | Mr. Morale & the Big Steppers |
| 2022 | "Count Me Out"                                          | 20                                | 13                                | 11                                | —                                 | Mr. Morale & the Big Steppers |
| 2022 | "Crown"                                                 | 41                                | 20                                | 18                                | —                                 | Mr. Morale & the Big Steppers |
| 2022 | "Savior (Interlude)"                                    | 51                                | 22                                | 21                                | —                                 | Mr. Morale & the Big Steppers |
| 2022 | "Savior" (s Baby Keem a Sam Dew)                        | 23                                | 15                                | 13                                | —                                 | Mr. Morale & the Big Steppers |
| 2022 | "Auntie Diaries"                                        | 47                                | 21                                | 20                                | —                                 | Mr. Morale & the Big Steppers |
| 2022 | "Mr. Morale" (s Tanna Leone)                            | 40                                | 19                                | 17                                | —                                 | Mr. Morale & the Big Steppers |
| 2022 | "Mother I Sober" (s Beth Gibbons)                       | 59                                | 25                                | 24                                | —                                 | Mr. Morale & the Big Steppers |
| 2022 | "Mirror"                                                | 55                                | 23                                | 22                                | —                                 | Mr. Morale & the Big Steppers |
| 2024 | "Wacced Out Murals"                                     | 4                                 | 4                                 | 4                                 | —                                 | GNX                           |
| 2024 | "Man at the Garden"                                     | 9                                 | 7                                 | 7                                 | —                                 | GNX                           |
| 2024 | "Hey Now"                                               | 5                                 | 5                                 | 5                                 | —                                 | GNX                           |
| 2024 | "Reincarnated"                                          | 8                                 | 6                                 | 6                                 | —                                 | GNX                           |
| 2024 | "Dodger Blue"                                           | 11                                | 8                                 | 8                                 | —                                 | GNX                           |
| 2024 | "Peekaboo"                                              | 13                                | 9                                 | 9                                 | —                                 | GNX                           |
| 2024 | "Heart Pt. 6"                                           | 14                                | 10                                | 10                                | —                                 | GNX                           |
| 2024 | "GNX"                                                   | 24                                | 11                                | 11                                | —                                 | GNX                           |
| 2024 | "Gloria"                                                | 27                                | 13                                | 13                                | —                                 | GNX                           |

### Hostující
Pouze singly umístěné v žebříčku Billboard Hot 100.
- 2012: ASAP Rocky - "Fuckin' Problems" (ft. 2 Chainz, Drake a Kendrick Lamar)
- 2013: The Lonely Island - "YOLO" (ft. Adam Levine a Kendrick Lamar)
- 2013: Miguel - "How Many Drinks?" (ft. Kendrick Lamar)
- 2013: Schoolboy Q - "Collard Greens" (ft. Kendrick Lamar)
- 2013: Robin Thicke - "Give It 2 U" (ft. Kendrick Lamar)
- 2015: Taylor Swift - "Bad Blood" (Remix) (ft. Kendrick Lamar)
- 2016: DJ Khaled – "Holy Key" (ft.Big Sean, Betty Wright a Kendrick Lamar)
- 2016: Sia – "The Greatest" (ft. Kendrick Lamar)
- 2016: Beyoncé – "Freedom" (ft. Kendrick Lamar)
- 2016: Maroon 5 – "Don't Wanna Know" (ft. Kendrick Lamar)
- 2016: Travis Scott – "Goosebumps" (ft. Kendrick Lamar)
- 2017: Rich The Kid – "New Freezer" (ft. Kendrick Lamar)
- 2018: Nipsey Hussle – "Dedication" (ft. Kendrick Lamar)
- 2021: Baby Keem – "Family Ties" (s Kendrick Lamar)
- 2023: Beyoncé – "America Has a Problem" (ft. Kendrick Lamar)
- 2023: Baby Keem – "The Hillbillies" (s Kendrick Lamar)
- 2024: Future a Metro Boomin – "Like That" (s Kendrick Lamar)